# 尼氏小褐鱈
尼氏小褐鱈，為輻鰭魚綱鱈形目稚鱈科的其中一種，分布於西印度洋Saya de Malha海域，為深海魚類，深度200-305公尺，體長可達24公分，棲息在底中層水域，生活習性不明。

## 扩展阅读
維基物種上的相關：尼氏小褐鱈